# Black Moon (음반)
《Black Moon》은 1992년 5월에 발매된 영국의 프로그레시브 록 밴드 에머슨, 레이크 & 파머의 여덟 번째 스튜디오 음반이자 14년 만에 발매된 음반이다. 1979년 해체된 이 밴드는 1990년대 부활을 알리는 《Black Moon》을 녹음했다.

## 제작
〈Affairs of the Heart〉라는 곡은 1988년 여름, 그렉 레이크가 제프 다운스와 함께 라이드 더 타이거라는 프로젝트 이름으로 세션을 진행하면서 시작되었다. 세션의 또 다른 곡인 〈Money Talks〉는 다른 후렴구와 새로운 음악으로 〈Paper Blood〉가 되었다. 라이드 더 타이거는 마침내 2015년에 발매되었다.

## 평가
| 전문가 평가          | 전문가 평가 |
| 평가 점수            | 평가 점수   |
| 출처                 | 점수        |
| -------------------- | ----------- |
| AllMusic             | [ 2 ]       |
| Classic Rock         | [ 3 ]       |
| Entertainment Weekly | C           |
| Q                    | [ 5 ]       |

《Black Moon》은 엇갈린 평가를 받았다. 올뮤직의 짐 앨런은 회고록에서 출연자들이 "소리를 줄이고 공격을 강화했다"고 썼다. 폴 스텀프는 자신의 저서 《음악의 모든 것이 중요하다: 프로그레시브 록의 역사》에서 《Black Moon》을 현대의 《Union》과 호의적으로 비교했다(동료 프로그레시브 록 밴드 예스). 그는 《Black Moon》이 "적어도 청취자의 관심과 흥미를 불러일으키기를 열망했으며, 이전에는 《Black Moon》의 부재로 인해 주목받았던 연극의 활기를 간과한 것은 교회적인 마음일 것이라고 설명했습니다. 하지만 이 소재는 예스 불쾌감 냉소와 쉬운 FM의 더 많은 곡, 간격, 개발 절차에 대한 지갑을 찌르는 단조로움에 과도하게 노출되어 있어 플레이어와 청취자 모두 가장자리가 무뎌지고 신경 종말을 초래했습니다."

## 곡 목록
| #   | 제목                       | 작사·작곡                         | 재생 시간 |
| --- | -------------------------- | --------------------------------- | --------- |
| 1.  | 〈Black Moon〉             | 키스 에머슨, 그렉 레이크, 칼 파머 | 6:56      |
| 2.  | 〈Paper Blood〉            | 에머슨, 레이크, 파머              | 4:26      |
| 3.  | 〈Affairs of the Heart〉   | 제프 다운스, 레이크               | 3:46      |
| 4.  | 〈Romeo and Juliet〉       | 세르게이 프로코피예프             | 3:43      |
| 5.  | 〈Farewell to Arms〉       | 에머슨, 레이크                    | 5:08      |
| 6.  | 〈Changing States〉        | 에머슨                            | 6:02      |
| 7.  | 〈Burning Bridges〉        | 마크 맨시나                       | 4:41      |
| 8.  | 〈Close to Home〉          | 에머슨                            | 4:33      |
| 9.  | 〈Better Days〉            | 에머슨, 레이크                    | 5:33      |
| 10. | 〈Footprints in the Snow〉 | 레이크                            | 3:50      |